# Europäisches Semester 2014
Das Europäische Semester, oder auch Länderspezifische Empfehlungen, aus dem Jahr 2014 wurden von EU-Wirtschafts- und Währungskommissar Olli Rehn an die Mitgliedsstaaten der Europäischen Union, insbesondere der Eurozone, als zu empfehlende Maßnahmen zur Steigerung der Wettbewerbsfähigkeit der Staaten gegeben. Dieser Artikel stellt eine Zusammenfassung an die einzelnen Länder dar.

## Deutschland
Der Bundesrepublik Deutschland wird empfohlen, die Effizienz des Gesundheits- und Pflegewesen zu erhöhen, da Deutschland einen beträchtlichen Teil des Haushaltes dafür aufwendet, aber das System nicht besser ist als in anderen EU-Staaten wie Großbritannien, welche relativ gesehen deutlich weniger ausgeben. Darüber hinaus soll das Steuersystem vereinfacht werden, sowie die Schuldenbremse in den Bundesländern stärker überprüft werden, da einige Bundesländer wie Berlin oder Bremen stark davon abweichen. Die staatlichen gestützten Landesbanken sollen ihre Geschäftsaktivitäten umbauen, um in Zukunft krisenresistenter zu werden und unabhängiger von Interbankenmarkt.
Auch soll eine verbesserte Lohnentwicklung in Deutschland von Seiten der Regierung ins Auge gefasst werden, da die Produktivität in Deutschland deutlich schneller steigt als die Löhne, das Angebot an Ganztageskinderstätten und -schulen soll erhöht werden, und steuerliche Fehlanreize bei Zweitverdiener abgeschafft werden. Bei der Energiewende ist darauf zu achten, das die Kosten nicht werden in dem bisherigen hohen Maße ansteigen und die Strom- und Gasnetze müssen den neuen Verhältnissen angepasst werden, um die Versorgungssicherheit zu gewährleisten.
Das deutsche Eisenbahnsystem soll einen verbesserten Wettbewerb durch eine Trennung von Infrastruktur und Güter-/Personenbeförderung erhalten, da dies eine hohe Hemmschwelle für neue Markteinsteiger bedeutet. Der Dienstleistungssektor sollte stärker liberalisiert werden, insbesondere der Bausektor, um die Produktivität zu steigern.

## Österreich
Die Republik Österreich soll Maßnahmen ergreifen, um das Renteneintrittsalter von derzeit durchschnittlich 58,4 Jahren zu erhöhen, dies vor allem in Bezug auf den Pensionsantritt von Beamten, da die EU-Kommission hier ein Risiko für die Tragfähigkeit der öffentlichen Finanzen sieht. Wie in Deutschland soll auch das Gesundheits- und Pflegewesen effizienter gestaltet werden. Die hohe Steuer- und Abgabenlast für Geringverdiener solle gesenkt werden und durch Immobiliensteuern und eine Aktualisierung der Steuerbemessungsgrundlage kompensiert werden, da diese Maßnahme sowohl sozial gerechter, als auch wachstumsfreundlicher wäre. Die Arbeitsmarktchancen von Frauen und älteren Arbeitnehmern sollen verbessert werden, durch Kinderbetreuungs- und Langzeitpflegedienste. Die gegen die hohen Schulabbrecherquoten sollen Maßnahmen ergriffen werden.
Die Hindernisse für Dienstleistungsunternehmen im Bezug auf die Anforderungen an die Rechtsform und die Beteiligung am Gesellschaftskapital sollen beseitigt, und die Gründung neuer Unternehmen erleichtert werden. Darüber hinaus sollen mehr öffentliche Aufträge ausgeschrieben werden, da sich hier Einsparpotenzial für den Staatshaushalt ergibt.

## Frankreich
Frankreich soll sein hohes Haushaltsdefizit verringern, in dem z. B. indem es für die jährlichen Gesundheitsausgaben ehrgeizigere Ziele festlegt, die Kosten der Altersversorgung begrenzt und Familienleistungen und Wohnungsbeihilfen strafft. Zusätzlich ist Kommissar Rehn der Überzeugung, dass die Beseitigung der Überschneidungen in der Verwaltung und das Zusammenlegen von einzelnen Regionen weiteres Einsparpotenzial bietet. Die Verwaltungs-, Steuer- und Rechnungslegungsbestimmungen für Unternehmen sollen vereinfacht werden. Der Wettbewerb im Dienstleistungssektor soll erhöht werden, in dem beispielsweise reglementierte Berufe geöffnet werden.
Zusätzlich soll sich Frankreich darum bemühen das die festgelegten Gas- und Strompreise für Privatkunden nicht zu stark ansteigen und dass das spanische Gasnetz mit dem europäischen Gasnetz verbunden wird. Die Personenverkehrsdienste im Schienenverkehr sollen geöffnet werden, da in Frankreich diese Maßnahmen bisher kaum ergriffen wurden.
Das gesamte Steuersystem soll vereinfacht werden, und die Steuer- und Abgabenlast soll ebenfalls verringert werden, insbesondere für die Arbeitgeberseite, da diese die höchsten in der gesamten OECD darstellen. Es sollen auch ineffiziente Einkommen- und Körperschaftssteuererleichterungen und Subventionen mit unschädlichen Auswirkungen abgeschafft werden sowie die Steuerbemessungsgrundlage erweitert werden. Gemeinsam mit den Sozialpartner soll das System der Leistungen für Arbeitslose und der rigide Arbeitsmarkt reformiert werden. Da in Frankreich relativ wenige Anreize für die wieder Aufnahme einer Beschäftigung gegeben sind, insbesondere durch Arbeitslosenhilfe in Höhe von bis zu 6000 €. Das berufliche Bildungswesen soll ebenfalls reformiert werden, in dem es mehr Anstrengungen gegen Schulabbrecher, sowie den Ausbau der Lehrlingsbildung und der Bildung von Geringqualifizierten unternommen wird.

## Italien
Italien soll die Bemühungen erhöhen, das Haushaltsdefizit und vor allem den hohen Schuldenstand abzubauen, durch die Verbesserung der Effizienz in der öffentlichen Verwaltung und Privatisierungen. Die Produktionskosten sollen gesenkt werden, in dem die Steuer- und Abgabenlast verstärkt auf den Konsum, Grundeigentum und Umwelt statt auf die Produktion gelegt wird, dazu gehört eine Anpassung der Steuern für Dieselkraftstoff auf den Niveau von Benzin. Zusätzlich soll das Kadastersystem, der Kampf gegen Steuerhinterziehung, die Eintreibung von Steuerschulden, das Steuersystem und der Kampf gegen die Schattenwirtschaft verbessert werden. Die Verjährungsfristen bei Korruptionsfällen sollen erhöht werden, da viele Fälle erst nach den kurzen Verjährungsfristen bekannt wurden und deshalb nicht geahndet werden. Auch sollen die Kompetenzen der Anti-Korruptionsbehörden und die Ziviljustiz gestärkt werden.
Eine Verbesserung des Sozialschutzes für Arbeitslose, die stärkere Verknüpfung von aktiver und passiver Arbeitsmarktpolitik, Verbesserung der Arbeitsvermittlungsstellen und mehr finanzielle Anreize für Zweitverdiener sind ebenfalls vorgesehen. Die Berufsbildung soll sich stärker auf eine Ausbildung am Arbeitsplatz ausrichten. Die Hindernisse sowie Wettbewerbsbeschränkungen für freiberufliche Dienstleistungen und lokale öffentliche Dienste, Versicherungen, Vertrieb von Brennstoffen, Einzelhandel und Postdienste zu verringern ist ein weiterer Punkt in den Empfehlungen für Italien.
Die Arbeitsfähigkeit der Verkehrs- und Hafenbehörden soll verbessert und Infrastrukturverbindungen in das Hinterland ausgebaut werden.